# 奥托·弗里德里希 (伊森堡-怀赫特斯巴赫)
奥托·弗里德里希·维克托·斐迪南·马克西米利安·古斯塔夫·理查德·波吉斯拉夫（Otto Friedrich Viktor Ferdinand Maximilian Gustav Richard Bogislav；1904年9月16日—1990年9月25日），出生于哈尔伯施塔特。伊森堡-怀赫特斯巴赫亲王，伊森堡-比丁根亲王。伊森堡-怀赫特斯巴赫亲王弗里德里希·威廉唯一的孙子，其长子斐迪南·马克西米利安亲王世子与多恩霍夫女伯爵玛格丽特之子，伊森堡-比丁根亲王卡尔·古斯塔夫的养子和继承人。
1935年9月3日，奥托·弗里德里希在斯多恩斯多尔夫与罗伊斯公主菲丽西塔丝结婚，有四子一女：
- 沃尔夫冈-恩斯特·斐迪南·亨利·弗朗茨·卡尔·格奥尔格·威廉（Wolfgang-Ernst Ferdinand Heinrich Franz Karl Georg Wilhelm，1936年6月20日-）；
- 索菲-亚历山德拉·塞西莉亚·安娜·玛丽亚·弗里德里卡·本妮吉娜·多萝西娅（Sophie-Alexandra Cecilie Anna Maria Friederike Benigna Dorothea，1937年10月23日-）；
- 斐迪南-海因里希·卡尔·奥古斯特·赫尔曼·格特哈德（Ferdinand-Heinrich Karl August Hermann Gotthard，1940年10月19日-1989年3月8日）；
- 克里斯蒂安-阿尔布雷希特·弗朗茨·尼库劳斯·海因里希·沃尔夫冈（Christian-Albrecht Franz Nikolaus Heinrich Wolfgang，1943年1月3日-2003年7月12日）；
- 约翰-恩斯特·弗里德里希·卡尔·迪特尔·弗朗茨·亚历山大·海因里希·西尔维斯特（Johann-Ernst Friedrich Karl Diether Franz Alexander Heinrich Sylvester，1949年12月31日-）。